# Umm al-'Adam
Umm al-'Adam (tiếng Ả Rập: أم العظام, cũng đánh vần là Umm al-'Izam) là một ngôi làng ở phía bắc Syria nằm về phía tây bắc của Homs trong Tỉnh Homs. Theo Cục Thống kê Trung ương Syria, Umm al-'Adam có dân số 1.930 trong cuộc điều tra dân số năm 2004. Cư dân của nó chủ yếu là Alawites.